# Apostate
«Apostate» — один із найстаріших українських дез-дум-метал гуртів. Створений у Львові 1993 року. Гурт грає похмуру важку музику з філософськими текстами, використовуючи низький вокал та гроулінг.

## Історія

### 1990-ті роки. Початок діяльності та перші успіхи
Apostate утворився наприкінці 1993 року як колектив, що прагнув робити важку та повільну музику.
- У жовтні 1995 року гурт записує дебютну демострічку Consign to Oblivion.
- У березні 1996 року Apostate дебютує на сцені у Житомирі. Починаючи з цього періоду по 1997 рік включно колектив багато гастролює по Україні, як на заході, так і на сході. Бере участь у деяких фестивалях, зокрема «Перлини сезону» (Луцьк, 1996).
- У 1997 році видається МС-альбом рекордінговою компанією «Gal» Records, під назвою А Song of the Dead Lake, який містить 5 треків. Про Apostate багато пишуть у різноманітних рок-виданнях, називаючи однією з найкращих doom команд СНД. З'являються інтерв'ю на сторінках вітчизняних та закордонних музичних журналів. Київський “Core”’zine (1/97) розміщує фото «Apostate» на обкладинці.

### 1999 рік. Розпад колективу
У 1999 році гурт підготував матеріал для нового альбому. Цей матеріал був презентований на концерті у Хмельницьку 15.05.99. Була записана всього одна пісня «In to Nowhere», після чого в середині 1999 р. гурт Apostate припинив своє існування через розбіжності в поглядах між учасниками. Вокаліст Юрій Лєсний під назвою Apostate почав створювати музику дещо іншого спрямування ніж до того грали Apostate, але фани не сприйняли музики, яку намагався грати гурт. Тоді він змінив назву команди на НЕОН.

### 2006—2011 роки. Зміна складу та відновлення гурту
У 2006 році лейбл Black Art, а також Terroraiser'zine видали диск Apostate під назвою Apostate Story, у який увійшли демо гурту, касетний альбом, відео з концерту та фотогалерея. Диск привертає увагу фанатів дум-метал музики в Україні. Стали висловлюватися численні прохання від старих шанувальників про відновлення Apostate. Тому в січні 2009 року, після десятирічного мовчання, басист гурту Олександр Костко вирішив відновити діяльність Apostate. Протягом 2009—2010 гурт активно грає наживо (у тому числі на Doom over Kiev III fest), розділяючи сцену з такими знаменитими гуртами як Cemetary of Scream, Scepticism, Sadist, Crionics, Virgin Snatch. Особливо дорогоцінним був досвід виступу з Therion, зокрема як підтримка в турі по країнах Балтики. У жовтні 2010 року новий альбом Trapped in a Sleep був виданий на Black Art Production, а також у 2011 році перевиданий американським лейблом Metallic Media. Альбом отримав багато схвальних відгуків від вітчизняних та зарубіжних слухачів, та інтернет-видань. У 2011 році Apostate виступають у Києві на Global East Festival, найбільшому метал-фестивалі України, та дають декілька концертів у Європі.

### 2012— теперішній час
Після короткої паузи гурт в оновленому складі і з новим матеріалом дає декілька концертів в Україні та на початку 2014 року вирушає у мінітур по Чехії. У березні 2015 року Ferrrum Records випускає черговий альбом Time of Terror, композиції якого, крім характерного для Apostate дез-дум-метал звучання, містять у собі елементи блек-металу. Зараз гурт активно виступає на концертах, працює над новим матеріалом та планує тур по Європі у підтримку альбому.

## Дискографія
| Назва                            | Тип           | Видавець        | Рік  |
| -------------------------------- | ------------- | --------------- | ---- |
| Consign to Oblivion.             | Демо          | Самостійно      | 1995 |
| A Song of the Dead Lake.         | (EP)          | «Gal» Records   | 1997 |
| Apostate story.                  | (compilation) | Black Art       | 2007 |
| Trapped in a Sleep.              | LP            | Black Art       | 2010 |
| Trapped in a Sleep.(перевидання) | LP            | Metallic Media  | 2011 |
| Time of Terror.                  | LP            | Ferrrum records | 2015 |

## Склад гурту
- Богдан Козуб — вокал (тексти).
- Олександр Костко (Фарш) — бас.
- Микита Головін — ударні інструменти.
- Савчук Юрій — гітара.
- Філімон Влад — гітара.

## Колишні учасники
- Володимир Дейнеко — гітара (вокал).
- Ігор Кудик — ударні інструменти.
- Олег Біблий — клавішні.
- Володимир Яворський — гітара (вокал).
- Владислав Хмарський — ударні інструменти.
- Олександр Кордюков — гітара.
- Юрій Лєсний — вокал.